# سامر (باد كاليه)
سامر، باد كاليه (بالفرنسية: Samer)‏ هي بلدية تقع في إقليم باد كاليه من منطقة نور با دو كاليه في شمال فرنسا. تبلغ مساحة هذه المدينة 16.78 (كم²)، وترتفع عن سطح البحر م، يبلغ عدد سكانها 3483 نسمة حسب إحصاء المعهد الوطني للإحصاء والدراسات الاقتصادية سنة 2009 م. وترأس Claude Bailly البلدية خلال فترة (2008-2014).